# 佐々木みち代
佐々木 みち代（ささき みちよ、1966年4月5日 - ）は、日本の女性声優。現在フリー。埼玉県出身。淑徳与野高等学校卒業。劇団がらくた工房付属養成所（四期生）出身。2011年9月まで同人舎プロダクション、2013年3月までプロダクション東京ドラマハウスに所属していた。

## 出演作品

### テレビアニメ
- 楽しいムーミン一家（1990年 - 1991年、子供C 他）
- らんま1/2 熱闘編

### OVA
- うる星やつら（乙女ばしか）

### 海外ドラマ
- アボンリーへの道
- コビントン・クロス
- 探偵レミントン・スティール
- ハロースーザン
- ファミリータイズ
- ヤングライダーズ
- マペット放送局（ベンデラ）

### 映画
- 危険な関係
- 007/消されたライセンス（チェックイン係）※ANA機内上映版
- トゥルーナイト
- レイダース/失われたアーク《聖櫃》 ※ソフト版

### 海外アニメ
- バットマン

### ドラマCD
- お願い!ダーリン（由紀子）
- ストリートファイターZERO 外伝 〜春麗旅立ちの章〜（スチュワーデス）